# Chef de clinique
Chef de clinique is in Nederlandse academische ziekenhuizen een arts die de dagelijkse leiding heeft over het medisch reilen en zeilen van een afdeling die formeel onder bewind van een hoogleraar staat. 
In strikte zin wordt met de term de leidinggevende over een aantal assistenten aangeduid.
Tegenwoordig wordt een specialist als chef de clinique aangeduid als hij of zij als specialist geen lid is van een maatschap. Bij perifere ziekenhuizen werkt een nieuwe arts doorgaans 1 jaar als chef de clinique alvorens hij wel of niet tot de maatschap wordt toegelaten.